# بناركبود دو (مقاطعة دورة)
بناركبود دو (بالفارسية: بنارکبود دو) هي قرية تقع في قسم تشكن الريفي (مقاطعة دورة) في إيران. يقدر عدد سكانها بـ 263 نسمة .